# Art Costalonga
Art Costalonga war ein brasilianischer Hersteller von Automobilen.

## Unternehmensgeschichte
Donizete Costalonga gründete das Unternehmen in Santo André. Er begann mit der Produktion von Automobilen. Der Markenname lautete Art Costalonga. 2005 und 2010 gewannen zwei Fahrzeuge Preise. Es ist nicht bekannt, wann die Produktion endete. Die letzte gespeicherte Version der Internetseite des Unternehmens stammt von 2010. Insgesamt entstanden rund 100 Fahrzeuge.

## Fahrzeuge
Die wichtigste Produktreihe waren Hot Rods. Die Fahrzeuge ähnelten einem Ford von 1932. Sie waren in den Ausführungen Hiboy und Roadster sowie ab 2008 als Coadster erhältlich. Die Basis bildete ein eigenes Fahrgestell. Die Karosserien bestanden aus Fiberglas. V8-Motoren von Ford trieben die Fahrzeuge an.
Außerdem entstand die Nachbildung des Chevrolet Corvette von 1958.